# ポケットの中で
「ポケットの中で」（ポケットのなかで）とは、1986年2月 - 3月にNHKの『みんなのうた』で放送された曲である。作詞：銀色夏生、作曲：吉川洋一郎、絵：やなせたかし、歌：斉藤由貴。

## 概要
歌手・斉藤由貴の初の『みんなのうた』出演作（現在唯一）。映像はやなせたかしが手掛けたが、やなせが自作の楽曲でない作品の映像を担当したのは、1969年8月 - 9月の『けんかのうた』、1975年4月 - 5月の『菜の花ばたけ』に次ぐ。
放送から9か月後の1986年12月 - 1987年1月に初再放送。その後1989年10月 - 11月と2003年2月 - 3月に再放送され、2015年4月18日と5月16日には、『みんなのうたリクエスト』でも再放送、8年後の2023年2月 - 3月には20年ぶりに定時番組で再放送。この時は斉藤の娘・水嶋凜歌唱の『サクラノカケラ』も『みんなのうた』で紹介され、親子での出演となった。
なお、本曲を含めて11曲の楽曲を提供（作詞・映像）したやなせは、本曲を以て『みんなのうた』から退いた。
本曲は斉藤由貴のオリジナルシングル・アルバムには未収録だが、CD-BOX2のDISK6に初収録された。

## カバー
- 山野さと子（日本コロムビア版カバー音源。1986年発売『NHK「みんなのうた」いたずラッコ!〜へんなABC』などに収録）
- 忍足敦子（ポニーキャニオン版カバー音源。1986年発売『NHK「みんなのうた」スシ食いねェ!〜ポケットの中で』などに収録）